# امیل گابوریو
امیل گابوریو (به فرانسوی: Émile Gaboriau) محقق قرن نوزدهم میلادی اهل فرانسه بود.